# 龔尤倩
龔尤倩，台灣勞工運動者，曾參選第八屆立法委員。曾任台灣國際家庭互助協會（TIFA）顧問，菲律賓歸僑關懷連線（CAFC）顧問，白刷刷黑戶人權行動聯盟（UNIC）發言人，天主教嘉祿國際移民組織台灣分會執行長, 輔仁大學社工系與心理系兼任講師。
投入社會運動超過二十年，曾在歐洲留學工讀，於國際移民組織（IOM）南歐總部實習，組織移民移工權益運動超過十年。

## 外部連結
- 不合格公民參政團